# フルバック (ラグビーリーグ)

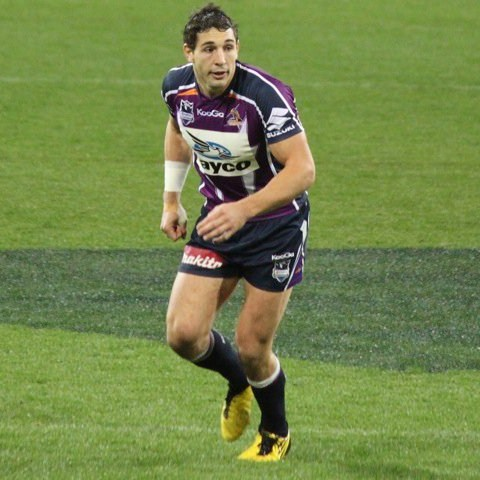
ビリー・スレイター。オーストラリア代表、クイーンズランド州代表、メルボルン・ストームの元フルバック。

フルバック（英: Fullbackまたはfull-back）は、ラグビーリーグフットボールチームにおけるポジションの1つである。典型的には背番号15を付ける。フルバックはチームの「バックライン」（背番号1番–7番）の一員である。本ポジションの名称は守備においてフォワード（1  番–8番）、ハーフバックス（9番および10番）、スリークォーターバックス（11番–15番）の後方の守備の最後尾に位置する責務から来ている。フルバックはしたがって守備の最終ラインであり、相手選手をタックルし、チームメイトを切り抜けてきたキックからのボールを再び集めなければならない。これが、フルバックが「スイーパー（sweeper; 〈ほうきを使った〉掃除人）」または「カストーディアン（castodian; 管理人）」とも呼ばれる理由である。高いボム（爆弾）キックを確保できることもフルバックに高度に求められる資質である。
フルバックは攻撃において最も重要なポジションの1つでもあり、6回の攻撃権のうちにほぼ必ずボールを手で扱い、しばしばフィールド上のオープンスペースへと走る。したがって、2人のハーフバックとフッカーと共に、フルバックはチームの「背骨」と呼ばれる4つの鍵となるポジションの1つである。フルバックはほとんどのサポートランを行うため、フルバックの役割にある選手は他のどのポジションよりも非常に高負荷のランニングを遂行する。
ラグビーリーグ国際連盟の競技規則は、「フルバック」が背番号1でなければならない、と述べている。しかしながら、伝統的に選手の背番号は変わってきており、現代のスーパーリーグでは、それぞれのチームの選手はポジションにかかわらず個別の背番号を割り当てられている。

## 特筆すべきフルバック
それぞれの国のラグビーリーグ殿堂入りしたフルバックには、フランスのピュイグ・オベール、オーストラリアのクライヴ・チャーチルとチャールズ・フレイザー、ウェールズのジム・サリヴァン、ニュージーランドのデズ・ホワイトがいる。1950年代の選手としてのチャーチルの攻撃の才能は、フルバックの役割を変えたと評価されている。ダレン・ロッキャーの才能も同様である。